# Wahlkreis Hochtaunus I
Der Wahlkreis Hochtaunus I  (Wahlkreis 23) ist ein Landtagswahlkreis in Hessen. Der Wahlkreis umfasst die Städte und Gemeinden Bad Homburg vor der Höhe, Friedrichsdorf, Grävenwiesbach, Neu-Anspach, Usingen und Wehrheim aus dem Nordosten des Hochtaunuskreises.
Wahlberechtigt waren bei der letzten Landtagswahl 85.963 der rund 119.000 Einwohner des Wahlkreises. Die Bevölkerungsdichte liegt bei 469 Einwohnern pro km². Der Wahlkreis liegt im „Speckgürtel“ von Frankfurt am Main. Die Arbeitslosenquote im Kreis liegt niedriger als in der Stadt Frankfurt oder Hessen gesamt (Kreis: 3,6 %, Hessen 5,0 %, Frankfurt 6,1 % im Oktober 2016). Das verfügbare Einkommen je Einwohner liegt mit 27.467 Euro um 47,2 % über dem Landesdurchschnitt (2005). Der Hochtaunuskreis ist der einkommensstärkste Kreis Deutschlands. Der Wahlkreis gilt als CDU- und FDP-Hochburg.

## Wahl 2023
| Landtagswahl in Hessen 2023 – WK Hochtaunus IZweitstimmen %50403020100 40,6 %16,8 %14,6 %10,9 %7,5 %2,9 %1,9 %1,3 %3,4 % CDUGrüneAfDSPDFDPFWLinkeTierschutzSonst.Gewinne und Verlusteim Vergleich zu 2018 %p 10 8 6 4 2 0 −2 −4 −6+8,1 %p−4,9 %p+3,0 %p−3,5 %p−2,3 %p+0,8 %p−2,9 %p+0,4 %p+1,2 %pCDUGrüneAfDSPDFDPFWLinkeTierschutzSonst. |

| Gegenstand der Nachweisung | Gegenstand der Nachweisung | Erst- stimmen | Erst- stimmen | Zweit- stimmen | Zweit- stimmen |
| Bewerber                   | Partei                     | Anzahl        | %             | Anzahl         | %              |
| -------------------------- | -------------------------- | ------------- | ------------- | -------------- | -------------- |
| Wahlberechtigte            | Wahlberechtigte            | 84.726        | 84.726        | 84.726         | 84.726         |
| Wähler                     | Wähler                     | 59.846        | 59.846        | 59.846         | 70,6           |
| Ungültige Stimmen          | Ungültige Stimmen          | 674           | 1,1           | 643            | 1,0            |
| Gültige Stimmen            | Gültige Stimmen            | 59.172        | 98,9          | 59.233         | 99,0           |
| davon                      |                            |               |               |                |                |
| Holger Bellino             | CDU                        | 25.650        | 43,3          | 24.065         | 40,6           |
| Sven Mathes                | GRÜNE                      | 9.316         | 15,7          | 9.966          | 16,8           |
| Elke Barth                 | SPD                        | 7.704         | 13,0          | 6.475          | 10,9           |
| Clemens Hauk               | AfD                        | 8.043         | 13,6          | 8.640          | 14,6           |
| Philipp Herbold            | FDP                        | 3.956         | 6,7           | 4.448          | 7,5            |
| Weigiang Lam               | Die Linke                  | 1.120         | 1,9           | 1.131          | 1,9            |
| Christin Jost              | Freie Wähler               | 2.183         | 3,7           | 1.734          | 2,9            |
|                            | Tierschutzpartei           |               |               | 759            | 1,3            |
|                            | Die PARTEI                 | 347           | 0,6           |                |                |
| Katarina Brennecke         | Piraten                    | 474           | 0,8           | 222            | 0,4            |
|                            | ÖDP                        |               |               | 122            | 0,2            |
|                            | P. f. schulm. Verjf.       | 34            | 0,1           |                |                |
|                            | V-Partei³                  | 184           | 0,3           |                |                |
| Tobias Raum                | PdH                        | 239           | 0,4           | 138            | 0,3            |
|                            | ABG                        |               |               | 92             | 0,2            |
|                            | APPD                       | 29            | 0,0           |                |                |
| Thomas Freyhardt           | Basis                      | 406           | 0,7           | 319            | 0,5            |
|                            | DKP                        |               |               | 46             | 0,1            |
|                            | DIE NEUE MITTE             | 23            | 0,0           |                |                |
|                            | Volt                       | 357           | 0,6           |                |                |
|                            | Klimaliste                 | 102           | 0,2           |                |                |
| Edgar Winand               | Bündnis C                  | 81            | 0,1           |                |                |

## Wahl 2018
| Gegenstand der Nachweisung | Gegenstand der Nachweisung | Wahlkreis- stimmen | Wahlkreis- stimmen | Landes- stimmen | Landes- stimmen |
| Kreiswahlbewerber/in       | Partei                     | Anzahl             | %                  | Anzahl          | %               |
| -------------------------- | -------------------------- | ------------------ | ------------------ | --------------- | --------------- |
| Wahlberechtigte            | Wahlberechtigte            | 85.720             | 100,0              | 85.720          | 100,0           |
| Wähler                     | Wähler                     | 61.255             | 71,5               | 61.255          | 71,5            |
| Ungültige Stimmen          | Ungültige Stimmen          | 1.141              | 1,9                | 952             | 1,6             |
| Gültige Stimmen            | Gültige Stimmen            | 60.114             | 100,0              | 60.303          | 100,0           |
| davon                      |                            |                    |                    |                 |                 |
| Holger Bellino             | CDU                        | 22.495             | 37,4               | 19.602          | 32,5            |
| Elke Barth                 | SPD                        | 9.517              | 15,8               | 8.687           | 14,4            |
| Ellen Enslin               | GRÜNE                      | 12.474             | 20,8               | 13.096          | 21,7            |
| Hermann Schaus             | LINKE                      | 2.858              | 4,8                | 2.893           | 4,8             |
| Ulrike Schmidt-Fleischer   | FDP                        | 5.389              | 9,0                | 5.890           | 9,8             |
| Andreas Sell               | AfD                        | 6.723              | 11,2               | 6.997           | 11,6            |
| Carsten Baums              | PIRATEN                    | 658                | 1,1                | 288             | 0,5             |
| –                          | FREIE WÄHLER               | x                  | x                  | 1.243           | 2,1             |
| –                          | NPD                        | x                  | x                  | 80              | 0,1             |
| –                          | Die PARTEI                 | x                  | x                  | 287             | 0,5             |
| –                          | ÖDP                        | x                  | x                  | 114             | 0,2             |
| –                          | Die Grauen                 | x                  | x                  | 72              | 0,1             |
| –                          | BüSo                       | x                  | x                  | 12              | 0,0             |
| –                          | AD-Demokraten              | x                  | x                  | 32              | 0,1             |
| –                          | Bündnis C                  | x                  | x                  | 64              | 0,1             |
| –                          | BGE                        | x                  | x                  | 67              | 0,1             |
| –                          | Die Violetten              | x                  | x                  | 53              | 0,1             |
| –                          | LKR                        | x                  | x                  | 31              | 0,1             |
| –                          | Menschliche Welt           | x                  | x                  | 29              | 0,0             |
| –                          | Die Humanisten             | x                  | x                  | 49              | 0,1             |
| –                          | Gesundheitsforschung       | x                  | x                  | 75              | 0,1             |
| –                          | Tierschutzpartei           | x                  | x                  | 562             | 0,9             |
| –                          | V-Partei³                  | x                  | x                  | 80              | 0,1             |

Neben dem direkt gewählten Wahlkreisabgeordneten Holger Bellino (CDU), der den Wahlkreis seit 2008 im Landtag vertritt, wurden auch die Direktkandidaten der SPD, Elke Barth, der Grünen, Ellen Enslin, und der Linken, Hermann Schaus, in das Parlament gewählt.

## Wahl 2013
Zugelassene Kandidaten im Wahlkreis für die Landtagswahl in Hessen 2013:
| Gegenstand der Nachweisung | Gegenstand der Nachweisung | Wahlkreis- stimmen | Wahlkreis- stimmen | Landes- stimmen | Landes- stimmen |
| Kreiswahlbewerber/in       | Partei                     | Anzahl             | %                  | Anzahl          | %               |
| -------------------------- | -------------------------- | ------------------ | ------------------ | --------------- | --------------- |
| Wahlberechtigte            | Wahlberechtigte            | 86.525             | 100,0              | 86.525          | 100,0           |
| Wähler                     | Wähler                     | 67.621             | 78,2               | 67.621          | 78,2            |
| Ungültige Stimmen          | Ungültige Stimmen          | 1.449              | 2,1                | 1.365           | 2,0             |
| Gültige Stimmen            | Gültige Stimmen            | 66.172             | 100,0              | 66.256          | 100,0           |
| davon                      |                            |                    |                    |                 |                 |
| Holger Bellino             | CDU                        | 33.197             | 50,2               | 29.220          | 44,1            |
| Elke Barth                 | SPD                        | 16.551             | 25,0               | 15.458          | 23,3            |
| Frank Blechschmidt         | FDP                        | 2.792              | 4,2                | 5.308           | 8,0             |
| Ellen Enslin               | GRÜNE                      | 6.760              | 10,2               | 7.540           | 11,4            |
| Hermann Schaus             | LINKE                      | 2.424              | 3,7                | 2.546           | 3,8             |
| –                          | FREIE WÄHLER               | x                  | x                  | 513             | 0,8             |
| –                          | NPD                        | x                  | x                  | 357             | 0,5             |
| Kim Nowak                  | REP                        | 465                | 0,7                | 300             | 0,5             |
| Michael Geurts             | PIRATEN                    | 1.109              | 1,7                | 1.058           | 1,6             |
| –                          | BüSo                       | x                  | x                  | 52              | 0,1             |
| –                          | ADd                        | x                  | x                  | 104             | 0,2             |
| –                          | Die Grauen                 | x                  | x                  | 43              | 0,1             |
| Andreas Sell               | AfD                        | 2.874              | 4,3                | 3.322           | 5,0             |
| –                          | AVIP                       | x                  | x                  | 37              | 0,1             |
| –                          | LUPe                       | x                  | x                  | 23              | 0,0             |
| –                          | ÖDP                        | x                  | x                  | 93              | 0,1             |
| –                          | Die PARTEI                 | x                  | x                  | 263             | 0,4             |
| –                          | PSG                        | x                  | x                  | 19              | 0,0             |

Neben Holger Bellino als Gewinner des Direktmandats sind aus dem Wahlkreis noch Elke Barth und Hermann Schaus über die jeweilige Landesliste in den Landtag eingezogen. Mit einem Vorsprung von 16.646 Stimmen hat Holger Bellino das dritt-deutlichste Wahlkreisergebnis dieser Wahl erzielt. Der Wahlkreis gehört zu denen mit der höchsten Wahlbeteiligung in Hessen. Zugleich ist er der mit den geringsten Anteil ungültiger Stimmen.

## Wahl 2009
Wahlkreisergebnis der Landtagswahl in Hessen 2009:
| Gegenstand der Nachweisung | Gegenstand der Nachweisung | Wahlkreis- stimmen | Wahlkreis- stimmen | Landes- stimmen | Landes- stimmen |
| Bewerber                   | Partei                     | Anzahl             | %                  | Anzahl          | %               |
| -------------------------- | -------------------------- | ------------------ | ------------------ | --------------- | --------------- |
| Holger Bellino             | CDU                        | 28.681             | 50,4               | 24.649          | 43,2            |
| Petra Fuhrmann             | SPD                        | 10.466             | 18,4               | 8.761           | 15,3            |
| Frank Blechschmidt         | FDP                        | 8.391              | 14,7               | 11.886          | 20,8            |
| Ellen Enslin               | GRÜNE                      | 6.650              | 11,7               | 7.698           | 13,5            |
| Hermann Schaus             | LINKE                      | 2.094              | 03,7               | 2.437           | 04,3            |
| Marcel Weidmann            | REP                        | 643                | 01,1               | 384             | 00,7            |
| –                          | FW                         | –                  | –                  | 694             | 01,2            |
| –                          | NPD                        | –                  | –                  | 240             | 00,4            |
| –                          | PIRATEN                    | –                  | –                  | 265             | 00,5            |
| –                          | BüSo                       | –                  | –                  | 61              | 00,1            |

Neben Holger Bellino als Gewinner des Direktmandats sind aus dem Wahlkreis noch Petra Fuhrmann, Frank Blechschmidt, Ellen Enslin und Hermann Schaus über die Landeslisten in den Landtag eingezogen.

## Wahl 2008
Bei der Landtagswahl in Hessen 2008 traten folgende Kandidaten an und es ergab das nachstehende Ergebnis:
| Gegenstand der Nachweisung | Gegenstand der Nachweisung   | Wahlkreis- stimmen | Wahlkreis- stimmen | Landes- stimmen | Landes- stimmen |
| Bewerber                   | Partei                       | Anzahl             | %                  | Anzahl          | %               |
| -------------------------- | ---------------------------- | ------------------ | ------------------ | --------------- | --------------- |
| Holger Bellino             | CDU                          | 28.426             | 48,7               | 25.904          | 44,2            |
| Petra Fuhrmann             | SPD                          | 15.852             | 27,1               | 15.713          | 26,8            |
| Ellen Enslin               | GRÜNE                        | 5.050              | 08,6               | 4.590           | 07,8            |
| Frank Blechschmidt         | FDP                          | 6.168              | 10,6               | 8.011           | 13,7            |
| Hans-Werner Giebel         | REP                          | 752                | 01,3               | 524             | 00,9            |
| –                          | Tierschutzpartei             | –                  | –                  | 327             | 00,6            |
| –                          | BüSo                         | –                  | –                  | 20              | 00,0            |
| –                          | PSG                          | –                  | –                  | 14              | 00,0            |
| –                          | Volksabstimmung              | –                  | –                  | 58              | 00,1            |
| –                          | GRAUE                        | –                  | –                  | 92              | 00,2            |
| Hermann Schaus             | LINKE                        | 1.843              | 03,2               | 2.417           | 04,1            |
| –                          | Die Violetten                | –                  | –                  | 48              | 00,1            |
| –                          | Familien-Partei Deutschlands | –                  | –                  | 155             | 00,3            |
| –                          | FREIE WÄHLER                 | –                  | –                  | 245             | 00,4            |
| Ralph Böhm                 | NPD                          | 312                | 00,5               | 341             | 00,6            |
| –                          | PIRATEN                      | –                  | –                  | 158             | 00,3            |
| –                          | UB                           | –                  | –                  | 28              | 00,0            |

## Wahl 2003
| Gegenstand der Nachweisung | Gegenstand der Nachweisung | Wahlkreis- stimmen | Wahlkreis- stimmen | Landes- stimmen | Landes- stimmen |
| Bewerber                   | Partei                     | Anzahl             | %                  | Anzahl          | %               |
| -------------------------- | -------------------------- | ------------------ | ------------------ | --------------- | --------------- |
| Wahlberechtigte            | Wahlberechtigte            | 85.841             | 100,0              | 85.841          | 100,0           |
| Wähler                     | Wähler                     | 58.712             | 68,4               | 58.712          | 68,4            |
| Ungültige Stimmen          | Ungültige Stimmen          | 961                | 1,6                | 794             | 1,4             |
| Gültige Stimmen            | Gültige Stimmen            | 57.751             | 100,0              | 57.918          | 100,0           |
| davon                      |                            |                    |                    |                 |                 |
| Holger Bellino             | CDU                        | 33.657             | 58,3               | 30.554          | 52,8            |
| Petra Fuhrmann             | SPD                        | 13.521             | 23,4               | 12.308          | 21,3            |
| Ellen Enslin               | GRÜNE                      | 5.299              | 9,2                | 6.141           | 10,6            |
| Frank Blechschmidt         | FDP                        | 4.301              | 7,4                | 7.022           | 12,1            |
| Walter Hemmann             | REP                        | 973                | 1,7                | 742             | 1,3             |
| –                          | Tierschutzpartei           | –                  | –                  | 390             | 0,7             |
| –                          | DIE FRAUEN                 | –                  | –                  | 141             | 0,2             |
| –                          | PBC                        | –                  | –                  | 89              | 0,2             |
| –                          | DKP                        | –                  | –                  | 83              | 0,1             |
| –                          | ödp                        | –                  | –                  | 57              | 0,1             |
| –                          | BüSo                       | –                  | –                  | 29              | 0,1             |
| –                          | FAG Hessen                 | –                  | –                  | 175             | 0,3             |
| –                          | PSG                        | –                  | –                  | 18              | 0,0             |
| –                          | Schill                     | –                  | –                  | 169             | 0,3             |

## Wahl 1999
Bei der Landtagswahl in Hessen 1999 ergab sich folgendes Ergebnis im Wahlkreis:
| Gegenstand der Nachweisung | Gegenstand der Nachweisung | Wahlkreis- stimmen | Wahlkreis- stimmen | Landes- stimmen | Landes- stimmen |
| Bewerber                   | Partei                     | Anzahl             | %                  | Anzahl          | %               |
| -------------------------- | -------------------------- | ------------------ | ------------------ | --------------- | --------------- |
| Bernd Hamer                | CDU                        | 30.359             | 53,1               | 28.516          | 49,8            |
| Petra Fuhrmann             | SPD                        | 18.390             | 32,2               | 17.774          | 31,0            |
| Mathias Wagner             | GRÜNE                      | 3.808              | 6,7                | 4.042           | 7,1             |
| Christa Wittern            | FDP                        | 3.086              | 5,4                | 4.823           | 8,4             |
| Walter Armann              | REP                        | 1.319              | 2,3                | 1.154           | 2,0             |
| –                          | Tierschutzpartei           | –                  | –                  | 243             | 0,4             |
| –                          | FRAUEN                     | –                  | –                  | 102             | 0,2             |
| –                          | PASS                       | –                  | –                  | 29              | 0,1             |
| –                          | DKP                        | –                  | –                  | 53              | 0,1             |
| –                          | BüSo                       | –                  | –                  | 5               | 0,0             |
| –                          | FWG                        | –                  | –                  | 128             | 0,2             |
| –                          | PBC                        | –                  | –                  | 43              | 0,1             |
| –                          | DHP                        | –                  | –                  | 8               | 0,0             |
| –                          | Naturgesetz                | –                  | –                  | 48              | 0,1             |
| –                          | ödp                        | –                  | –                  | 57              | 0,1             |
| –                          | NPD                        | –                  | –                  | 57              | 0,1             |
| Peter Münch                | BFB-Die Offensive          | 198                | 0,3                | 213             | 0,4             |

## Wahl 1995
Bei der Landtagswahl in Hessen 1995 ergab sich folgendes Ergebnis im Wahlkreis:
| Gegenstand der Nachweisung | Gegenstand der Nachweisung | Wahlkreis- stimmen | Wahlkreis- stimmen | Landes- stimmen | Landes- stimmen |
| Bewerber                   | Partei                     | Anzahl             | %                  | Anzahl          | %               |
| -------------------------- | -------------------------- | ------------------ | ------------------ | --------------- | --------------- |
| Margit Berghof-Becker      | SPD                        | 16.800             | 30,3               | 15.803          | 28,4            |
| Bernd Hamer                | CDU                        | 26.489             | 47,7               | 24.196          | 43,5            |
| Horst Burghardt            | GRÜNE                      | 6.302              | 11,4               | 6.910           | 12,4            |
| Christa Wittern            | FDP                        | 3.508              | 6,3                | 6.087           | 10,9            |
| –                          | ÖDP                        | –                  | –                  | 103             | 0,2             |
| –                          | DIE GRAUEN                 | –                  | –                  | 225             | 0,4             |
| Joachim Klings             | REP                        | 1.040              | 1,9                | 970             | 1,7             |
| –                          | BüSo                       | –                  | –                  | 8               | 0,0             |
| –                          | APD                        | –                  | –                  | 148             | 0,3             |
| –                          | DKP                        | –                  | –                  | 46              | 0,1             |
| –                          | NPD                        | 134                | 0,2                | 114             | 0,2             |
| –                          | DHP                        | –                  | –                  | 9               | 0,0             |
| –                          | f.NEP                      | –                  | –                  | 47              | 0,1             |
| ?                          | Naturgesetz                | 199                | 0,4                | 114             | 0,2             |
| Renate Voelker             | BFB                        | 789                | 1,4                | 673             | 1,2             |
| –                          | PBC                        | –                  | –                  | 75              | 0,1             |
| ?                          | STATT Partei               | 242                | 0,4                | 133             | 0,2             |

## Wahl 1991
Bei der Landtagswahl in Hessen 1991 ergab sich folgendes Ergebnis im Wahlkreis:
| Gegenstand der Nachweisung | Gegenstand der Nachweisung | Wahlkreis- stimmen | Wahlkreis- stimmen | Landes- stimmen | Landes- stimmen |
| Bewerber                   | Partei                     | Anzahl             | %                  | Anzahl          | %               |
| -------------------------- | -------------------------- | ------------------ | ------------------ | --------------- | --------------- |
| Bernd Hamer                | CDU                        | 27.879             | 48,0               | 27.049          | 46,6            |
| Peter Hartherz             | SPD                        | 19.521             | 33,6               | 17.868          | 30,8            |
| Horst Burghardt            | GRÜNE                      | 4.464              | 7,7                | 5.619           | 9,7             |
| Hannelore Hunsinger        | FDP                        | 4.771              | 8,2                | 5.955           | 10,3            |
| Harald Kanthack            | REP                        | 1.077              | 1,9                | 1.054           | 1,8             |
| ?                          | DIE GRAUEN                 | 429                | 0,7                | 310             | 0,5             |
| –                          | ÖDP                        | –                  | –                  | 145             | 0,2             |
| –                          | PBC                        | –                  | –                  | 80              | 0,1             |

## Wahl 1987
|                     | Partei            | Anzahl | %     |
| ------------------- | ----------------- | ------ | ----- |
| Wahlberechtigte     | Wahlberechtigte   | 79.476 | 100,0 |
| Wähler              | Wähler            | 64.292 | 82,4  |
| Ungültige Stimmen   | Ungültige Stimmen | 460    | 0,7   |
| Gültige Stimmen     | Gültige Stimmen   | 63.832 | 100,0 |
| davon               |                   |        |       |
| Peter Hartherz      | SPD               | 20.054 | 31,4  |
| Bernd Hamer         | CDU               | 30.855 | 48,3  |
| Hannelore Hunsinger | FDP               | 6.564  | 10,3  |
| Priska Hinz         | GRÜNE             | 6.206  | 9,7   |
| ?                   | DKP               | 153    | 0,2   |

## Wahl 1983
|                     | Partei            | Anzahl | %     |
| ------------------- | ----------------- | ------ | ----- |
| Wahlberechtigte     | Wahlberechtigte   | 74.795 | 100,0 |
| Wähler              | Wähler            | 62.319 | 83,3  |
| Ungültige Stimmen   | Ungültige Stimmen | 418    | 0,7   |
| Gültige Stimmen     | Gültige Stimmen   | 61.901 | 100,0 |
| davon               |                   |        |       |
| Bernd Hamer         | CDU               | 26.770 | 43,2  |
| Peter Hartherz      | SPD               | 23.589 | 38,9  |
| Priska Hinz         | GRÜNE             | 3.602  | 5,8   |
| Wolfgang Löhr       | FDP               | 7.212  | 11,7  |
| Martin Eul          | DKP               | 107    | 0,2   |
| Hans-Martin Krüger  | LD                | 539    | 0,9   |
| Peterkarl Schreiner | DS                | 82     | 0,1   |

## Wahl 1982
Bei der Landtagswahl in Hessen 1982 ergab sich folgendes Ergebnis im Wahlkreis:
| Direktkandidat         | Partei | Stimmen in % |
| ---------------------- | ------ | ------------ |
| Georg Prusko           | CDU    | 51,0         |
| Peter Hartherz         | SPD    | 35,9         |
| Wolfgang Löhr          | FDP    | 5,0          |
| Martin Eul             | DKP    | 0,3          |
| Martina Haibach-Walter | GRÜNE  | 7,8          |

## Wahl 1978
Bei der Landtagswahl in Hessen 1978 lautete die Bezeichnung des Wahlkreises "Hochtaunuskreis Nord und Wetteraukreis West". Im Wahlkreis ergab sich folgendes Ergebnis:
| Direktkandidat     | Partei | Stimmen in % |
| ------------------ | ------ | ------------ |
| Georg Prusko       | CDU    | 48,9         |
| Peter Hartherz     | SPD    | 40,4         |
| Ekkehard Gries     | FDP    | 8,0          |
| Wilfried Stratmann | NPD    | 0,4          |
| Jörg Ehret         | DKP    | 0,7          |
| Margrit Meyer      | KBW    | 0,0          |
| Hermann Bartels    | GAZ    | 0,9          |
| Elga Velten        | GLH    | 1,0          |

## Wahl 1974
Bei der Landtagswahl in Hessen 1974 lautete die Bezeichnung des Wahlkreises "Hochtaunuskreis Nord und Wetteraukreis West". Im Wahlkreis ergab sich folgendes Ergebnis:
| Direktkandidat | Partei | Stimmen in % |
| -------------- | ------ | ------------ |
| Peter Hartherz | SPD    | 39,7         |
| Georg Prusko   | CDU    | 50,3         |
| Ekkehard Gries | FDP    | 7,7          |
| Georg Witzel   | NPD    | 1,1          |
| Johann Jennes  | DKP    | 0,7          |

## Bisherige Abgeordnete
Direkt gewählte Abgeordnete des Wahlkreises Hochtaunus I (bis 1982, Hochtaunuskreis-Nord und Wetteraukreis-West) waren:
| Jahr | Direktkandidat | Partei | Erststimmen in % |
| ---- | -------------- | ------ | ---------------- |
| 2023 | Holger Bellino | CDU    | 43,3             |
| 2018 | Holger Bellino | CDU    | 37,4             |
| 2013 | Holger Bellino | CDU    | 50,2             |
| 2009 | Holger Bellino | CDU    | 50,4             |
| 2008 | Holger Bellino | CDU    | 48,7             |
| 2003 | Holger Bellino | CDU    | 58,3             |
| 1999 | Bernd Hamer    | CDU    | 53,1             |
| 1995 | Bernd Hamer    | CDU    | 47,7             |
| 1991 | Bernd Hamer    | CDU    | 48,0             |
| 1987 | Bernd Hamer    | CDU    | 48,3             |
| 1983 | Bernd Hamer    | CDU    | 43,2             |
| 1982 | Georg Prusko   | CDU    | 51,0             |
| 1978 | Georg Prusko   | CDU    | 48,9             |
| 1974 | Georg Prusko   | CDU    | 50,3             |
| 1970 | Georg Prusko   | CDU    | ca. 40 %         |

## Der Wahlkreis bis 1966
Zwischen 1950 und 1966 bestand gemäß dem hessischen Landtagswahlgesetz vom 18. September 1950 der Wahlkreis 29, der den Obertaunuskreis umfasste. Die Hintertaunusgemeinden des heutigen Wahlkreises waren damals Teil des Wahlkreises 22. Dieser bestand aus dem Landkreis Usingen und einer Reihe von Gemeinden des Landkreises Friedberg.
Bei der Landtagswahl in Hessen 1946 war der heutige Wahlkreis Teil des Wahlkreises XIV. Dieser Wahlkreis setzte sich zusammen aus dem damaligen Main-Taunus-Kreis, dem Obertaunuskreis, dem Kreis Limburg und dem Landkreis Usingen.